# Doris Tophinke
Doris Tophinke (* 29. September 1963 in Harsewinkel) ist eine deutsche Germanistin.

## Leben
Nach dem Magisterstudiengang (1983–1988) Sprachwissenschaft und Soziologie an der Universität Osnabrück absolvierte sie den Promotionsstudiengang Sprachwissenschaft an der Universität Osnabrück, gefördert durch ein Stipendium der Studienstiftung des Deutschen Volkes. Nach der Promotion 1991 und der Habilitation 1997 ist sie seit 2007 Professorin für germanistische und allgemeine Sprachwissenschaft in Paderborn.
Ihre Forschungsschwerpunkte sind Schrifttheorie, Sprach- und Schriftgeschichte, Sprachwandel/Grammatikalisierung, schriftkulturelle Entwicklungen im Gegenwartsdeutschen, Varietätenlinguistik/Niederdeutsch, Spracheinstellungsforschung und Sprach- und Schriftdidaktik.

## Schriften (Auswahl)
- Sprachbiographie und Sprachstörung: Fallstudien zur Textproduktion bei hirnorganischen Erkrankungen. Wiesbaden, 1994.
- Handelstexte: Zur Textualität und Typik kaufmännischer Rechnungsbücher im Hanseraum des 14. und 15. Jahrhunderts. Tübingen, 1999.
- Sprachförderung im Kindergarten – Julia, Elena und Fatih entdecken gemeinsam die deutsche Sprache. Weinheim, 2008.
- (Hrsg. mit Britt-Marie Schuster): Andersschreiben: Formen, Funktionen, Traditionen. Berlin, 2012.
- (Hrsg. mit Marie-Luis Merten und Nadine Wallmeier): Das paderbörnische Platt: Niederdeutsch im Gebiet der Kreise Paderborn und Höxter. Münster, 2021.